# Synclavier

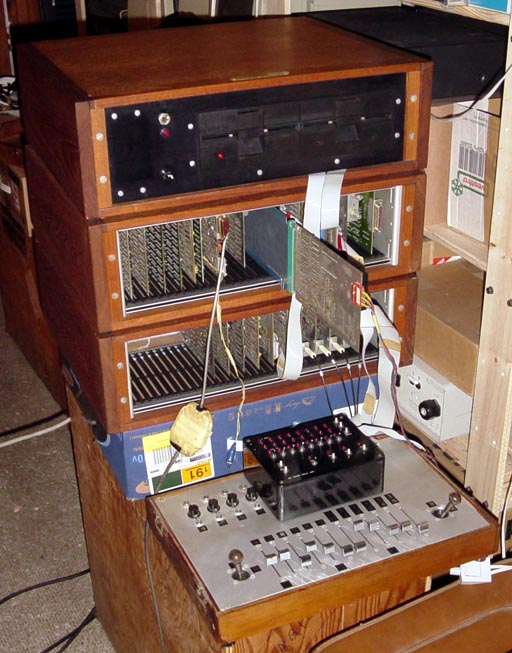
Synclavier I

Il Synclavier, prodotto dalla New England Digital, è una Workstation audio digitale sviluppata al Dartmouth College da Jon Appleton e altri, che integra un sintetizzatore digitale, un campionatore e un Sequencer multitraccia digitale. Il primo modello, costruito alla fine degli anni settanta, vantava campionamenti da 100 kHz archiviati su dischi magneto-ottici.
Si basa su due separati sistemi, voci FM e voci SAMPLE, combinati assieme sotto un'interfaccia software di controllo in tempo reale. C'è anche la possibilità di aggiungere il sistema di registrazione Direct-to-Disk che è controllato dallo stesso software. Il Synclavier è famoso per la sua profondità dei suoni, la sua versatilità nella creazione e produzione di suoni, e la velocità d'uso.

## Fortuna
Il Synclavier venne venduto a centinaia di artisti e studi di registrazione, spesso a un prezzo superiore ai $200.000. Fra i primi che lo adottarono ricordiamo:
- Pat Metheny.
- Wally Badarou (coautore e sessionman con Level 42 - Grace Jones - Foreigner - Robert Palmer e molti altri).
- Michael Jackson, particolarmente nel suo album "Thriller" (1982).
- Laurie Anderson, nel suo album "Mister Heartbreak" (1984) include parti con il Synclavier.
- Frank Zappa, che compose con questo strumento gli album Francesco Zappa (1984) e Jazz from Hell (1986), vincitore del Grammy Award. Continuò ad usarlo negli album registrati in studio fino alla sua morte nel 1993, culminando nelle uscite postume delle sue migliori opere Civilization, Phaze III (secondo Frank Zappa, il 70% di questo lavoro di due ore è esclusivamente Synclavier).
- Il produttore Mike Thorne, che usò il Synclavier per modellare il suono di band anni '80 quali Siouxsie & The Banshees, Soft Cell, Marc Almond e Bronski Beat.
- I Depeche Mode negli album Construction Time Again (1983), Some Great Reward (1984) e Black Celebration (1986).
- I Genesis, nell'album omonimo (1983) e Invisible Touch (1986).
- Nile Rodgers come produttore nel brano "Wild Boys" dei Duran Duran (1984)
- I Kraftwerk, impiegarono il sintetizzatore/workstation per diversi tour, in particolare per i tour dal 1990 al 1993. La prima uscita discografica in cui venne impiegato fu l'album The Mix (1991).